# Anke Möhring
Anke Möhring (* 28. August 1969 in Magdeburg) ist eine ehemalige deutsche Schwimmerin, die für die DDR startete.
Ihre Stärken lagen auf den langen Strecken und dort konnte sie auch ihre Erfolge erzielen. Sie wurde 1985 Europameisterin über 800 m Freistil vor ihrer Vereinskollegin Astrid Strauß. 1989 konnte sie bei den Europameisterschaften die 400 Meter Freistil als auch die 800 Meter Freistil für sich entscheiden. Bei den Olympischen Spielen 1988 in Seoul gewann sie über 400 Meter die Bronzemedaille, wofür sie mit dem Vaterländischen Verdienstorden in Bronze ausgezeichnet wurde.

## Rekorde
| Deutsche Rekorde (1)    | Deutsche Rekorde (1) | Deutsche Rekorde (1) | Deutsche Rekorde (1) |
| ----------------------- | -------------------- | -------------------- | -------------------- |
| 400 m Freistil          | 04:05,84 min         | 17. August 1989      | Bonn                 |
| 800 m Freistil          | 08:19,53 min         | 22. August 1987      | Straßburg            |
| (Stand: 1. August 2008) |                      |                      |                      |

## Doping in der DDR
Ihre Auszeichnung als Schwimmerin des Jahres 1989 wurde 2013 wegen des systematischen und staatlich verordneten Dopings im Schwimmsport der DDR wie auch bei allen anderen seit 1973 mit dem Titel ausgezeichneten DDR-Schwimmerinnen aus den Bestenlisten gestrichen.